# Fabien Bellat
Pour les articles homonymes, voir Bellat.
Fabien Bellat est un historien de l'art et écrivain français, né en 1980.

## Carrière
Docteur en histoire de l'art de l'université Paris X, Fabien Bellat a soutenu en 2007 sa thèse France- URSS Regards sur l'architecture (1931-1958).
Il a d’abord enseigné comme chargé de cours à l’Université de Nantes, puis a poursuivi ses enseignements au Canada, à l’Université du Québec en Outaouais, et ensuite en Russie, au titre de professeur invité à l’Université d'État de Togliatti. Il a été entre 2016 et 2023 maître de conférences associé à l'école d'architecture Paris-Val de Seine, et chercheur au laboratoire EVCAU (Espace Virtuel de Conception Architecturale et Urbaine) de cette même école. En 2024, il rejoint l'équipe enseignante de l'Ecole d'architecture de Lille.  
En 2013 il a participé à l'équipe scientifique de l'exposition « Le Nôtre en perspectives », au château de Versailles. Comme commissaire d'exposition, il a présenté en 2012 à la Maison de l'architecture du Québec à Montréal une exposition-dossier sur le pavillon de l'URSS à l'exposition de Montréal 1967. Toujours comme commissaire, il a également présenté en 2014 en Russie une exposition au Palais de la culture à Togliatti. Cette même exposition a été ensuite présentée en France en 2015 à Paris à l'école d'architecture Paris Val de Seine. Plus récemment, ses dernières recherches sur la reconstruction de Varsovie ont donné lieu à une exposition-dossier à l'Académie Polonaise des Sciences à Paris.
Les travaux de Fabien Bellat, spécialiste de l’architecture soviétique, portent essentiellement sur l'architecture et l'urbanisme en URSS et dans le Bloc de l'Est.
Toutefois, son ouvrage Ambassades françaises du XXe siècle, sort de ce champ d'études pour proposer une synthèse maniable sur l'évolution de l'architecture diplomatique en France, via les équipements conçus notamment par Roger-Henri Expert, Eugène Beaudouin, George-Henri Pingusson, Le Corbusier, Bernard Zehrfuss...
Un autre livre, sur Minsk, paraît entre-temps en russe.
Cette publication synthétise la double reconstruction de la capitale biélorusse avant et après la seconde guerre mondiale.
Une version française est toujours en recherche de financements.
Depuis 2018, il coopère régulièrement avec Archiscopie, la revue de la Cité de l'architecture.
En 2020, il entame une autre coopération, avec Wall Street International Magazine. Ceci pour de courtes histoires architecturales, sur des thèmes comme les bâtiments de la Chine nationaliste puis communiste, sur les gratte-ciels aux USA, sur l'Espagne franquiste, sur l'Italie fasciste, sur l'architecte français Henri Jacquelin...
Publié en Allemagne (mais en français) chez Galda Verlag en 2022, son livre Douchanbé, palimpsestes urbains au Tadjikistan fait le point sur la situation architecturale de cette république d'Asie centrale du début du XXe siècle jusqu'à nos jours.

## Publications

### Ouvrages
- Amériques-URSS Architectures du défi, Paris, éditions Nicolas Chaudun, 2014, 336 p.  (ISBN 978-2-35039-173-1)[12].
- Тольятти рождение нового города, Ekaterinburg, éditions Tatlin, 2014, 142 p.  (ISBN 978-5-000750-29-2).
- Une ville neuve en URSS, Togliatti, Marseille, Éditions Parenthèses, 2015, 176 p.  (ISBN 978-2-86364-308-2)[13],[14],[15].
- CCCP’67 Un monument à la guerre froide, Paris, Éditions B2, 2018, 128 p.  (ISBN 978-2-36509-088-9)[16]
- Ambassades françaises du XXe siècle, Paris, Éditions du patrimoine, 2020, 192 p.  (ISBN 9782757707500)[17]
- Минск: Архитектура столицы. 1917-1956 , Moscou, Kouskovo pole : Museon, 2020, 192 p.  (ISBN 978-5-907174-35-1)[18]

### Articles (sélection)
- « Architectes soviétiques, ou le socialisme à façade presque humaine », dans La Revue russe, no 39, 2012, p. 173-185 Lire en ligne.
- « Tombeaux et mémoriaux soviétiques. Création et rôle d’une tradition funéraire en URSS », dans Problèmes d'ethnologie et d'anthropologie, n° 7, 2014, p. 43-65 Lire en ligne.
- « An Uneasy Metamorphosis: The Afterlife of Constructivism in Stalinist Gardens », dans Rethinking Marxism. A Journal of Economics, Culture & Society, vol. 29, no 1, 2017, p. 16-41 Lire en ligne[n 1].
- « Architectes français face au Troisième Reich », dans Vingtième Siècle. Revue d'histoire, vol. 120, no 4, 2013, p. 87-100 Lire en ligne[n 2].
- « Mona Lisa, métamorphoses d’une présentation », dans Muséologies, vol. 5, no 2, p. 43–75 Lire en ligne[n 3].
- Avec Sylvie Dominique : « L’architecte William Walcot, d’une culture l’autre », dans Histoire de l’art, no 72, 2013 Lire en ligne[n 4].
- « À fleurets mouchetés. L’architecture soviétique sous le glacis brejnévien », dans Cahiers du monde russe, vol. 54, no 1-2, 2013, p. 213-237 Lire en ligne.
- « Georges Closson. l’architecte, l’Orient et l’ordinaire », dans Livraisons de l'histoire de l'architecture, no 18, 2009, p. 21-38 Lire en ligne[n 5].

### Roman
- Les masques couronnés, Paris, Éditions Fasciné, 2014, 266 p.  (ISBN 978-2-9543387-4-3)[19].

Ce roman évoque les dernières années du règne de Gustave III de Suède, et la lutte du monarque contre les pesanteurs de la cour et ses tentatives de modernisation du pays, jusqu’à l’issue tragique de son assassinat en 1792.